# Liste altiranischer Feste
Die folgende Liste altiranischer Feste enthält traditionelle Feierlichkeiten, die auf den Zoroastrismus zurückgehen und zum Teil noch heute von den iranischen Völkern begangen werden. Sie wurden meist am Namenstag des jeweiligen Monats gefeiert. Zu den wichtigsten iranischen Festen zählen:
| Name                                                | Datum                                      | Art des Festes                                                    | Anmerkungen | Abbildung |
| --------------------------------------------------- | ------------------------------------------ | ----------------------------------------------------------------- | --- | --------- |
| Khāneh Tekkāni                                      |                                            | eine Art Frühjahrsputz vor Nouruz                                 | gründliche Reinigung des Hauses, verteilen von Blumen und guten Düften, tragen neuer Kleidung und Decken des Haft Sin zum Empfang der Seelen der Rechtschaffenen |           |
| Tschahar Schanbe Suri                               | Mittwoch vor Nouruz                        | Feuerfest                                                         | Fest zum Triumph des Lichtes über die Dunkelheit vor Nouruz und damit vor der Tagundnachtgleiche des Frühlings; gefeiert mit Freudenfeuern am Vorabend des letzten Mittwochs des persischen Jahres |           |
| Djaschn-e Nouruz                                    | 1. Farwardin                               | Frühlingsbeginn und iranischer Neujahresbeginn                    | Neujahrs- und Frühlingsfest zum Frühlingsäquinoktium, beginnend am 20. bzw. 21. März; gemäß Schāhnāme erstmals eingeführt durch den König Dschamschid, demgemäß im Persischen auch als Nouruze Dschamschidi und als Jamshēd-i Nawrōz bei den Parsen; Decken der Tafel Haft Sin ("Sieben S") als eine der wesentlichen Nouruz-Traditionen u. a. mit sieben Hauptbestandteilen mit symbolischer Bedeutung sowie in Repräsentation der Amescha Spenta, entsprechend dem ersten Buchstaben der Bezeichnung Spenta. | Haft-Sin  |
| Sisdah Bedar                                        | 13. Farwardin (13. Tag nach Nouruz)        | Fest im Freien                                                    | Letzte Phase des Nouruzfestes, das im Freien begangen wird. Das Nouruz-Grün wird ebenso wie der Goldfisch in die freie Natur entlassen. |           |
| Farvardgān (Fravartîkân) – in Anlehnung an Fravashi | 19. Farwardin                              | Fest zum Gedenken der Rechtschaffenen                             | Es wurde nach Biruni in einem Zeitraum von bis zu 10 Tagen gefeiert, wobei sich die Rituale mit denen des Nouruzfestes zum Teil überschnitten. |           |
| - Pateti                                            | Letzter oder 5 letzte Tage des Jahres      | - Tag der Buße (von patet „Bekenntnis“).                          | Zeit der Besinnung und Gewissenserforschung |           |
| Ordibeheschtgān                                     | 3. Ordibehescht                            | Feuerfest                                                         | Besuch der Feuertempel |           |
| Khordādgān                                          | 6. Khordād                                 | Wasserfest                                                        | |           |
| Djaschn-e Nilufar                                   | 6. Tīr                                     | Sommerfest                                                        | Seerosenfest |           |
| Djaschn-e Tīrgān                                    | 13. Tīr                                    | Regenfest                                                         | Fest zu Ehren der Gottheit Tishtrya. Im Zuge des territorialen Streites zwischen den Ländern Iran und Turan schoss der Legende nach der Krieger Ārasch am Tage dieses Festes einen Pfeil ab, der die Grenze zwischen den zwei Völkern festlegte und den Streit beendete. Fortan setzte nach einer langen Dürre wieder der Regen ein. (1. Juli) |           |
| Mordādgān                                           | 7. Mordād                                  |                                                                   | |           |
| Schahriwargān                                       | 4. Schahriwar                              | Feuerfest                                                         | Vermutlich von den Tocharern stammendes Fest zu Beginn ihrer kalten Jahreszeit. Hierzu wurden große Feuer zur Gottesverehrung entfacht. |           |
| Djaschn-e Khazān                                    | 8. Schahriwar (1. Fest); 1. Mehr (2. Fest) |                                                                   | |           |
| Djaschn-e Mehragān                                  | 16. Mehr                                   | Herbstfest                                                        | Ursprünglich sechstägiges Fest im Gedenken an Mehr (Mithras), Inbegriff der Weisheit, Güte, Wachsamkeit, Aufrichtigkeit und Stärke. Außerdem Erinnerung an die Krönung König Fereyduns nach dem erfolgreichen Befreiungskampf gegen Zahak. |           |
| Ābāngān                                             | 10. Ābān                                   | Wasserfest                                                        | Ursprünglich zu Ehren von Anahita |           |
| Kusseh Barneschin                                   | 1. Āzar                                    | Fest der Freude                                                   | |           |
| Āzargān                                             | 9. Āzar                                    | Feuerfest                                                         | Schmücken der Feuertempel und Verehrung des Feuers |           |
| Schab-e Yaldā oder Schab-e Tschelleh                | 30. Āzar                                   | Geburt des Lichts, verinnerlicht durch Mithras, Winteräquinoktium | Längste Nacht des Jahres (21. Dezember) |           |
| Khorramruz (Chorramruz) (wörtl. Fröhlicher Tag)     | 1. Dey (90 Tage vor Nouruz)                |                                                                   | Tag, an dem der König sein Gefolge fortschickte und weiß gekleidet in der Wüste mit den Bauern und Grundbesitzern ein großes Mahl zu deren Ehren einnahm. Das Fest lässt sich wohl auf Huschang zurückführen und wurde groß gefeiert. |           |
| Dibā-Zar                                            | 8. Dey                                     |                                                                   | |           |
| Sīrsūr                                              | 14. Dey                                    | Knoblauchfest                                                     | Fest zur Vertreibung der Divs. Es heißt, Dschamschid wurde an diesem Tag von den Divs besiegt. Daher verwendete man zu diesem Fest viel Knoblauch bei der Zubereitung der Gerichte. |           |
| Dībmehr                                             | 15. Dey                                    | Blumenfest                                                        | Fest für einen geruhsamen Ausklang des Jahres. Biruni zufolge wurde es von der breiten Bevölkerung, nicht jedoch von den Königen gefeiert. An diesem Tag formte man aus Teig oder Blumen eine Figur in Menschengestalt und stellte sie hinter die Türen. Am Abend wurden Lilien geräuchert. Man nahm an, dass dies ein Jahr der Muße und des inneren Friedens bringen und vor Missernten und Armut schützen werde.                                                                                             |           |
| Dībādin                                             | 23. Dey                                    |                                                                   | |           |
| Bahman Djaneh                                       | 2. Bahman                                  |                                                                   | |           |
| Djaschn-e Sadeh                                     | 10. Bahman (50 Tage vor Nouruz)            | Feuerfest, Mitwinterfest                                          | Mittwinterfest, das mit großen Feuern gefeiert wurde. Mit dem Fest wird die Bedeutung des Feuers für den Menschen aber auch der Sieg des Lichts über die Dunkelheit gefeiert. Sadeh geht auf Huschang, den zweiten mythischen König der Pischdadier zurück. |           |
| Bād-Ruz (wörtl. Windtag)                            | 22. Bahman                                 | Windfest                                                          | Niederlegung der Arbeit und fröhliches Feiern verbunden mit Weingenuss |           |
| Ābrizān                                             | 30. Bahman                                 | Wasserfest                                                        | Eingeführt von dem Sasaniden Peroz I. (Firuz) aus Freude über den Regen nach einer langen Dürre. |           |
| Mard-Griān                                          | 5. Sepandarmazd (Esfand)                   |                                                                   | |           |
| Gāhnbār                                             |                                            |                                                                   | Sechs Feste im Jahr zum Gedenken der sechs Schöpfungsphasen der Welt durch Ahura Mazda (Schöpfung von Himmel, Erde, Wasser, Pflanzen, Tiere und Menschen) |           |